# Fellering
Fellering je občina v departmaju Haut-Rhin francoske regije Alzacija.
Leta 1990 je v občini živelo 1 501 oseb oz. 71 oseb/km².